# Col de Perty
Le col de Perty à 1 302 mètres d'altitude relie Saint-Auban-sur-l'Ouvèze à l'ouest et Orpierre à l'est.

## Situation
Il se situe dans le massif des Baronnies, à l'est de la montagne de la Clavelière, dans le département de la Drôme entre les communes de Montauban-sur-l'Ouvèze côté ouest et de Laborel côté est. Il se situe également juste au nord de la montagne de Chamouse (1 532 m), haut lieu de randonnée dans le parc naturel régional des Baronnies provençales.

## Cyclisme

### Profil de l'ascension
Sur le versant ouest, l'ascension commence à Montauban-sur-l'Ouvèze (729 m) pour 11 km d'ascension à 5,2 % de moyenne avec toujours des pourcentages très réguliers. Au hameau de Ruissas (844 m), à 8,6 km en contrebas du col, une série de grands lacets débute.

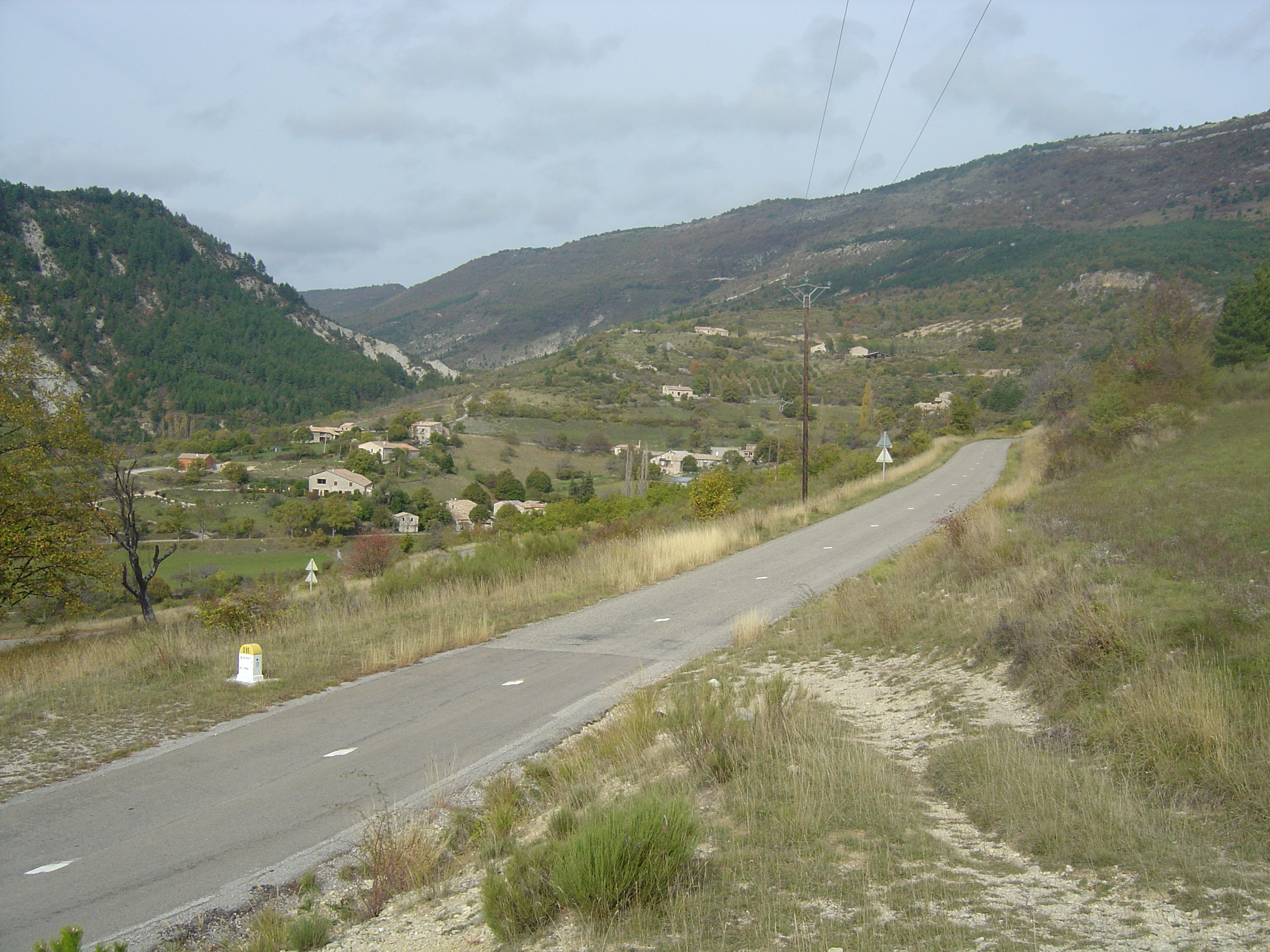
Au fond le hameau de Ruissas.
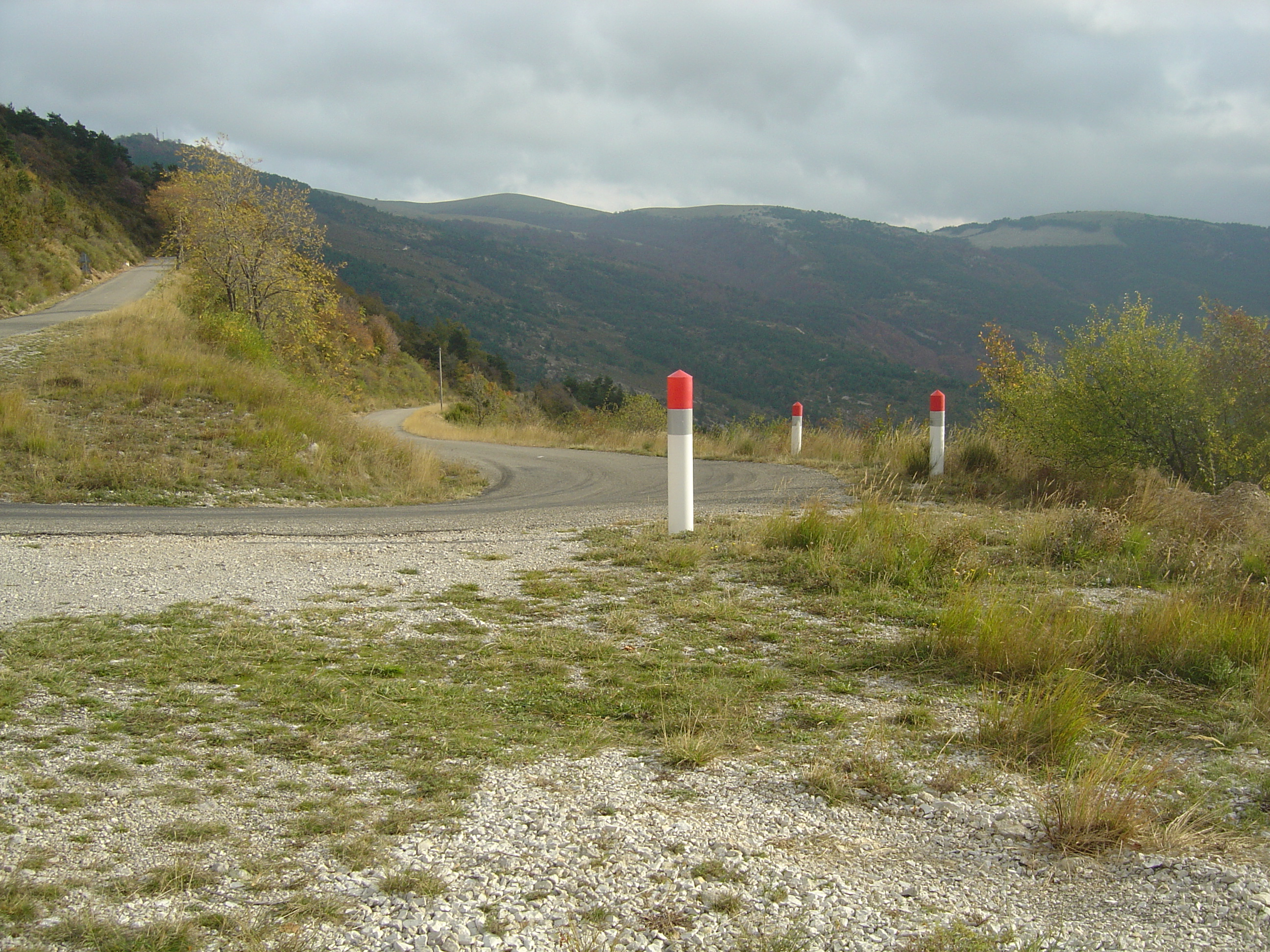
L'une des épingles de la montée, à environ 3,5 km en contrebas du col.
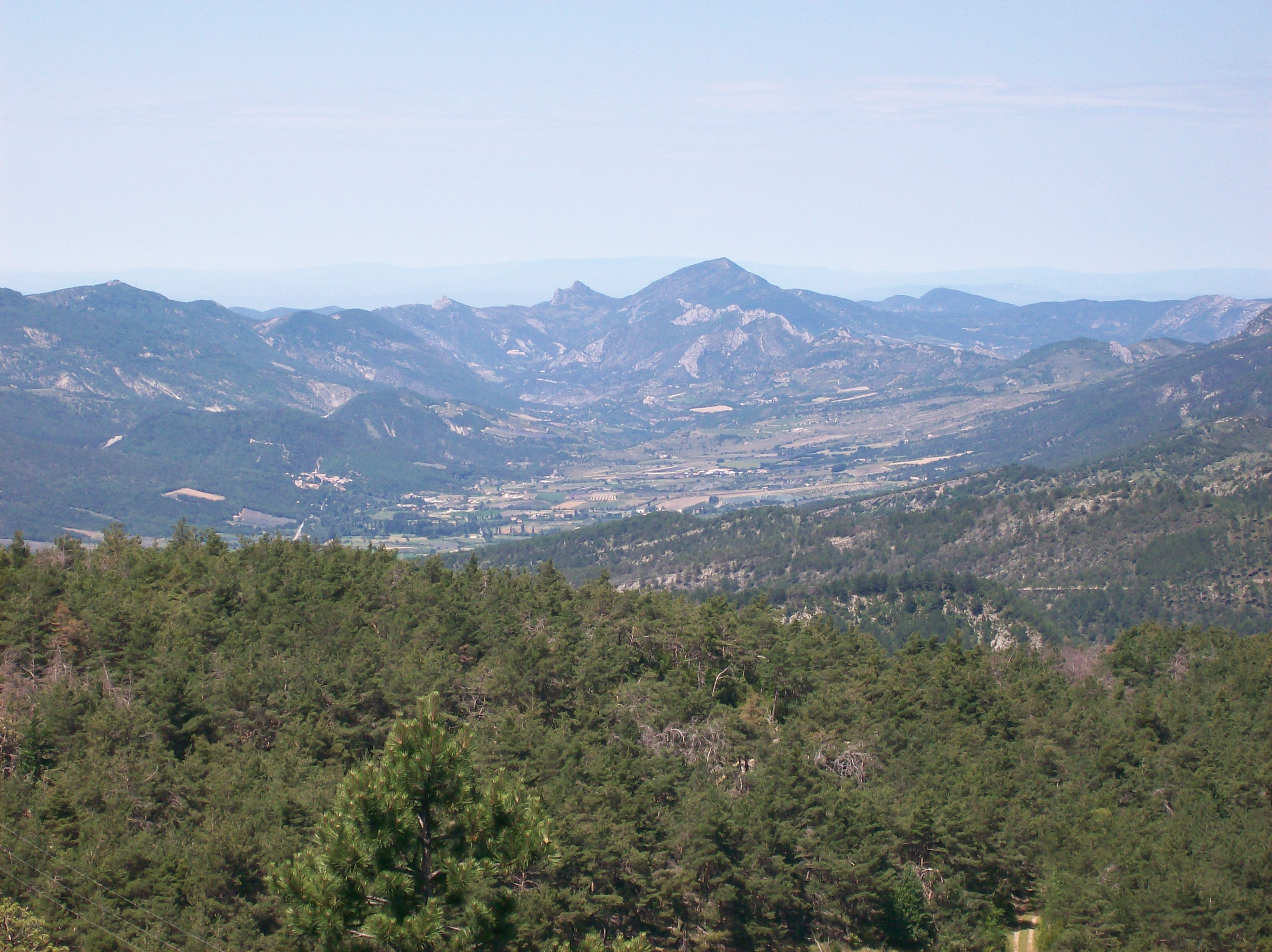
Panorama vers l'ouest avec notamment la vallée de l'Ouvèze et la montagne du Linceuil (1 194 m) au centre.

Le versant est part de Laborel (827 m) pour 8,5 km d'ascension à 5,6 % de moyenne avec également des pourcentages réguliers, souvent entre 5 et 6,5 % à partir de ce village.

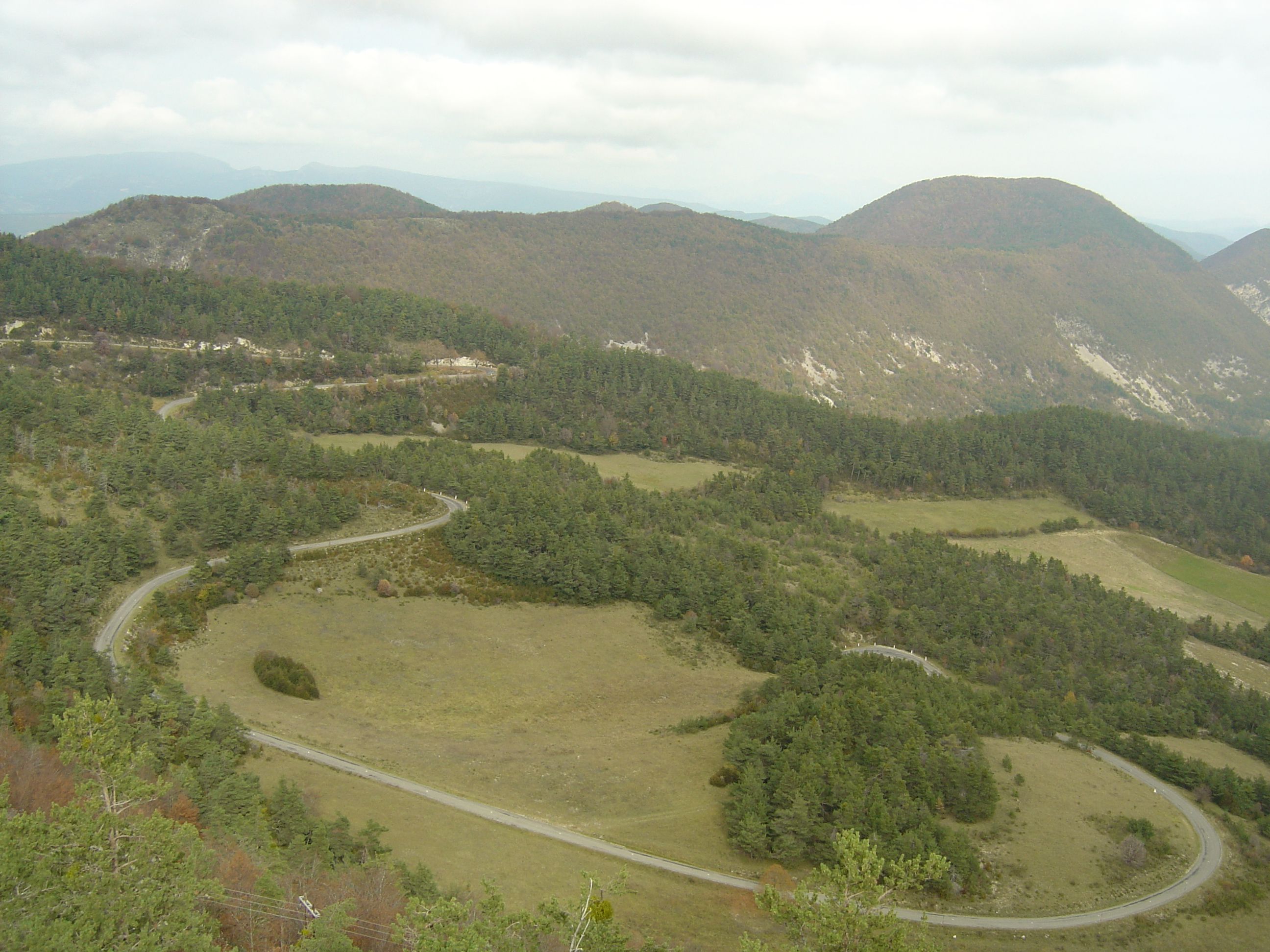
Vue sur la route de l'avant-dernier kilomètre d'ascension sur le versant est.
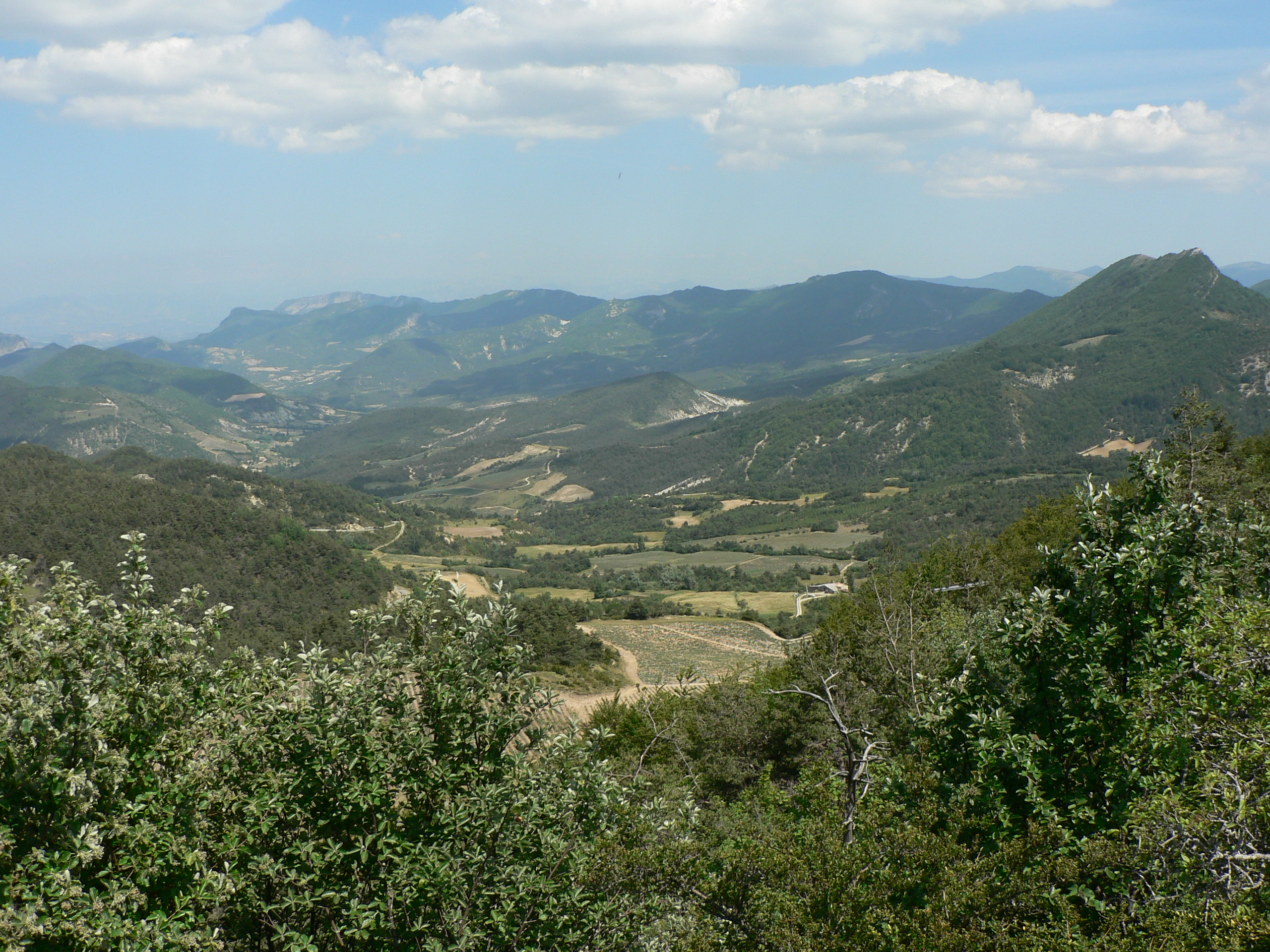
Vue à l'est depuis le col de Perty.

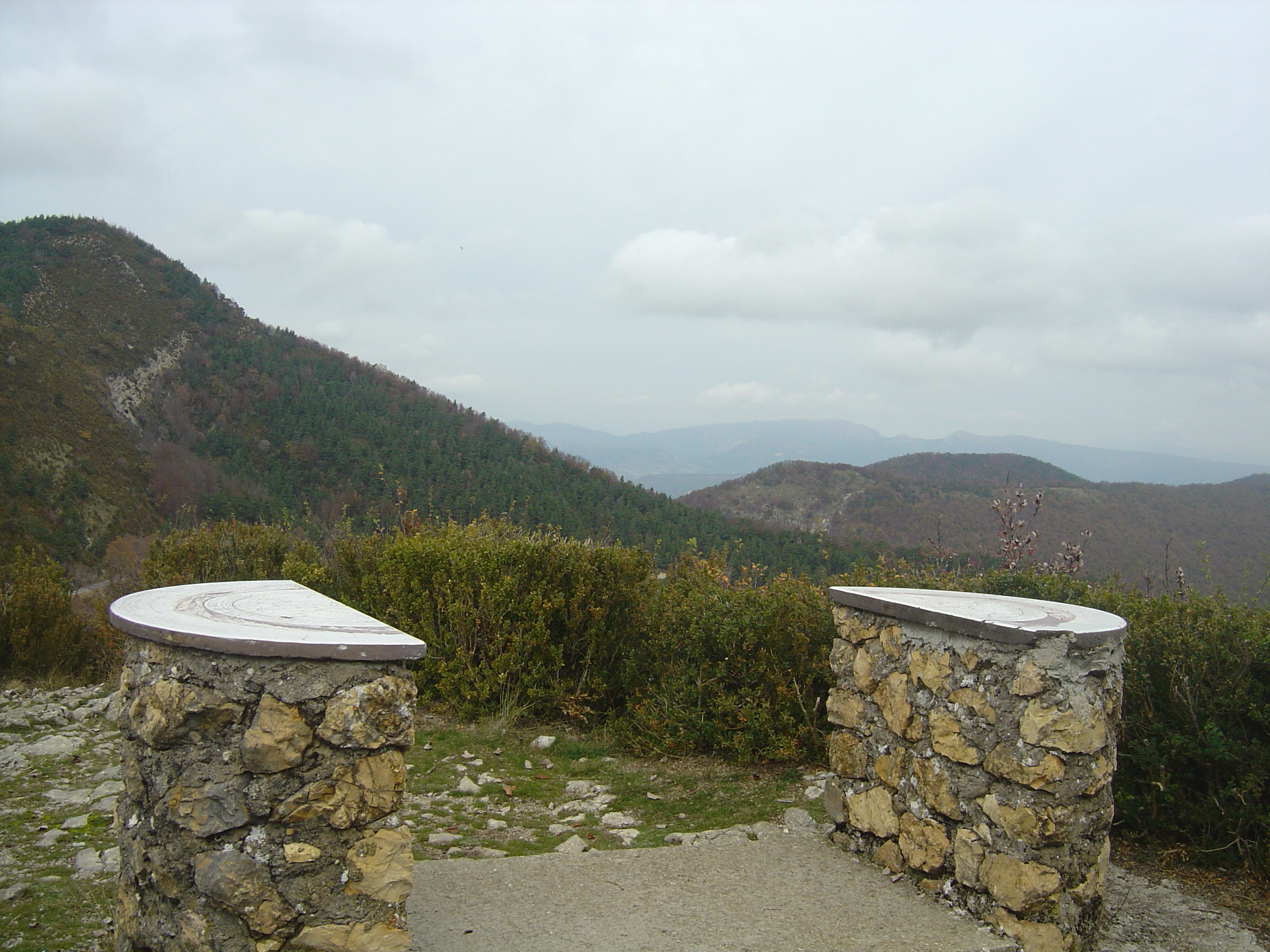
Table d'orientation au-dessus du col de Perty. Vue à gauche sur la montagne de l'Arsuc (1461 m)

### Courses professionnelles
Le Tour de France a emprunté à cinq reprises ce col, classé 3e catégorie :
- lors de la 19e étape du Tour de France 1958 entre Carpentras et Gap, Jean Dotto est passé en tête ;
- lors de la 15e étape du Tour de France 1960 entre Avignon et Gap, Martin Van den Borgh est passé en tête ;
- lors de la 15e étape du Tour de France 1965 entre Carpentras et Gap, José Antonio Momeñe est passé en tête ;
- lors de la 12e étape du Tour de France 1972 entre Carpentras et Orcières-Merlette, Lucien Van Impe est passé en tête ;
- lors de la 14e étape du Tour de France 2006 entre Montélimar et Gap, David Canada est passé en tête[4].

En 2015, les coureurs du Critérium du Dauphiné empruntent le col lors de la 4e étape Anneyron - Sisteron.

## Rallye automobile
Le col est très régulièrement emprunté par le rallye Monte-Carlo (plus de 15 fois depuis 1973), le dernier passage en 2012 lors de l'épreuve spéciale 14.
Il est à nouveau au programme en 2021.